# Al-Burdż (Aleppo)
Al-Burdż (arab. البرج) – wieś w Syrii, w muhafazie Aleppo. W 2004 roku liczyła 236 mieszkańców.